# Gernot Rath
Gernot Otto Paul Rath  (* 9. Dezember 1919 in Oldenburg; † 28. September 1967 in München) war ein deutscher Medizinhistoriker.

## Leben
Gernot Rath wurde am 9. Dezember 1919 in Oldenburg geboren. Im Jahre 1938 erlangte er sein Abitur und begann ein Studium der Medizin. Im Zweiten Weltkrieg wurde er zum Wehrdienst eingezogen. Nach dem Krieg setzte er sein Studium fort und promovierte 1948 an der Rheinischen Friedrich-Wilhelms-Universität Bonn bei Johannes Steudel mit der Dissertation Die Anatomie des Avicenna und die Nomina anatomica der Canonübersetzung des Gerhard von Cremona und wurde daraufhin wissenschaftlicher Assistent am medizinhistorischen Institut. Nebenher nahm er ein Studium der Geschichte und Ethnologie auf. Gernot Rath habilitierte sich 1956 mit einer Schrift über die Geschichte der Neuralpathologie und wurde 1960 außerplanmäßiger Professor an der Universität Bonn. Von 1959 bis weit ins Jahr 1961 hinein war er zugleich Gastprofessor an der University of Wisconsin–Madison. Im Jahre 1961 wurde er auf den Lehrstuhl für Geschichte der Medizin an der Georg-August-Universität Göttingen berufen. An der Harvard University hielt er Gastvorlesungen. An der Medizinischen Fakultät der Universität Göttingen wurde er im Jahre 1964 Dekan. Zwei Jahre später wurde Gernot Rath ordentlicher Professor für Geschichte der Medizin an der Ludwig-Maximilians-Universität München. Ein Schwerpunkt seiner Arbeit war Andreas Vesalius. 
1964 kam es zu einer Affäre um die 1963 erfolgte Umhabilitierung von Alexander Berg in Medizingeschichte nach Göttingen, die Rath auf Anraten seiner akademischen Lehrer Edith Heischkel-Artelt, Walter Artelt und Paul Diepgen unterstützte. Berg war ein ehemaliger SS-Offizier.
Nach kurzer, schwerer Krankheit verstarb Gernot Rath am 28. September 1967.

## Publikationen (Auswahl)
- Die Anatomie des Avicenna und die Nomina anatomica in der Canonübersetzung des Gerhard von Cremona. Medizinische Dissertation Bonn 1948.
- Ein Würzburger Gesundheitspass des Jahres 1666. In: Sudhoffs Archiv für Geschichte der Medizin. Band 37, 1953, S. 346–350.
- Die Pest. In: Ciba-Zeitschrift. Band 73, Nr. 7, (Wehr/Baden) 1955, S. 2405–2436.
- Die Convallaria majalis. Ihr Weg durch die Geschichte. Madaus, Köln 1959.
- Andreas Vesal im Lichte neuer Forschungen. Wiesbaden 1963.
- Die Entwicklung des klinischen Unterrichts. Vandenhoeck & Ruprecht, Göttingen (= Göttinger Universitätsreden. Heft 47).
- als Hrsg. mit Heinrich Schipperges: Medizingeschichte im Spektrum. Festschrift zum 65. Geburtstag von Johannes Steudel. Wiesbaden 1966 (= Sudhoffs Archiv. Beiheft 7), ISBN 3-515-00291-X.
- Montpellier im Urteil des deutschen Mittelalters. In: Gundolf Keil, Rainer Rudolf, Wolfram Schmitt, Hans Josef Vermeer (Hrsg.): Fachliteratur des Mittelalters. Festschrift Gerhard Eis. Metzler, Stuttgart 1968, S. 307–310.